# Lhovske (Lhovske), Kirovske
Lhovske (în ucraineană Льговське) este localitatea de reședință a comunei Lhovske din raionul Kirovske, Republica Autonomă Crimeea, Ucraina.

## Demografie
Componența lingvistică a localității Lhovske
     Rusă (61,46%)
     Tătară crimeeană (20,02%)
     Ucraineană (14,51%)
     Alte limbi (0,42%)
Conform recensământului din 2001, majoritatea populației localității Lhovske era vorbitoare de rusă (61,46%), existând în minoritate și vorbitori de tătară crimeeană (20,02%) și ucraineană (14,51%).